# 洮坪镇
洮坪镇，是中华人民共和国甘肃省陇南市礼县下辖的一个乡镇级行政单位。
2016年，甘肃省民政厅批复同意撤销洮坪乡，设立洮坪镇。

## 行政区划
洮坪镇下辖以下地区：
中滩村、北山村、坪阳村、兴隆村、下坪村、山根村、刘坪村、洮水村、康河村、竹元村、石青村、金山村、山河村、马坝村、南山村、义堤村和大山村。